# Щур Валентина Григорівна
Валентина Григорівна Щур (1 березня 1949, м. Хмельницький) — скрипалька, викладачка вищої педагогічної категорії, відмінник освіти. Заслужена артистка України (2009). Лауреат обласної премії ім. Т. Г. Шевченка (1996).

## Життєпис
Щур Валентина Григорівна народилася 1 березня 1949 року в м. Хмельницькому. Навчалася в Хмельницькій ДМШ № 1.
З 1964 по 1968 рік – навчалася в Хмельницькому музичному училищі (нині Хмельницький Музичний коледж ім. В. І. Заремби).
Після закінчення училища того ж року вступила до Київського музично-педагогічного інституту. У 1971 році перевелася до Одеської державної консерваторії ім. А. Нежданової (1971–1975).
У 1975–1977 роках – працювала артисткою оркестру Львівського оперного театру ім. Соломії Крушельницької.
З 1978 року – викладач скрипки в Хмельницькому музичному училищі ім. В. Заремби. За сорок років педагогічної діяльності виплекала власну школу скрипкового виконавства і утвердила її в своїх учнях (понад сто випускників). Серед них – лауреат міжнародних конкурсів Вадим Коробов (артист Берлінського симфонічного оркестру), лауреат міжнародних конкурсів скрипалів Тарас Яропуд (художній керівник та концертмейстер Київського камерного оркестру «Київські солісти»), артистка Мінського оперного театру Наталія Маслюк, артистка Тель-Авівського оперного театру Олена Бойко, артистка Казанського національного оперного театру Наталія Кудря, солістка Хмельницької обласної філармонії, заслужена артистка України Майя Оніщук та інші, які працюють артистами симфонічних оркестрів та оперних театрів.
1992–2001 – концертмейстер Хмельницького камерного оркестру.
2001–2016 – концертмейстер академічного симфонічного оркестру, солістка органного залу Хмельницької обласної філармонії.

## Творчість
У репертуарі артистки твори українських і зарубіжних композиторів. У грі Валентини Григорівни органічно поєднується талант, спонтанна емоційність, високий артистизм, досконала культура виконавства.
У складі творчих груп з успіхом виступала у Франції, Голландії, Польщі, Болгарії, Греції, Чехії.
Брала участь у «Подільських фестивалях органної та камерної музики» (2000, 2004, 2005, 2006 рр.) та фестивалі «Бамівські вечори у Хмельницькому» (2001) .

## Звання та нагороди
1996 – за активний розвиток і пропаганду українського мистецтва, постійну участь у шевченківських програмах, отримала звання лауреата обласної премії ім. Т. Г. Шевченка.
2009 – за активну творчу діяльність і розвиток скрипкового мистецтва на Поділлі отримала звання «Заслуженої артистки України».